# Кјенес
Кјенес (итал. Chienes) је насеље у Италији у округу Болцано, региону Трентино-Јужни Тирол.
Према процени из 2011. у насељу је живело 688 становника. Насеље се налази на надморској висини од 804 м.

## Становништво
| 1931. | 1936. | 1951. | 1961. | 1971. | 1981. | 1991. | 2001. | 2011. |
| ----- | ----- | ----- | ----- | ----- | ----- | ----- | ----- | ----- |
| 1.594 | 1.696 | 1.750 | 1.948 | 2.198 | 2.410 | 2.476 | 2.641 | 2.695 |